# Altamont (Missouri)
Altamont è un villaggio degli Stati Uniti d'America, situato nello Stato del Missouri, nella contea di Daviess.